# 鄧祿普角
77°15′S 163°29′E / 77.250°S 163.483°E
鄧祿普角（英語：Cape Dunlop），是南極洲的海岬，位於維多利亞地的斯科特海岸，處於鄧洛普島以西，由英國探險隊繪入地圖，現時由南極條約體系管理。